# Trypetomima formosina
Trypetomima formosina är en tvåvingeart som först beskrevs av Becker 1924.  Trypetomima formosina ingår i släktet Trypetomima och familjen vattenflugor.
Artens utbredningsområde är Taiwan. Inga underarter finns listade i Catalogue of Life.